# 데자르그 정리

데자르그 정리 도해

데자르그 정리(Desargues' theorem, -定理)는 지라르 데자르그가 증명한, 임의의 두 삼각형의 위치 관계에 대한 정리이다. 파스칼 정리 등과 함께 사영기하학의 기초를 이루는 정리이다. 다음과 같은 내용이다.
공간상의 두 임의의 삼각형 ABC와 abc에 대하여, Aa, Bb, Cc를 연장한 직선들이 한 점에서 만날 때(이하 모두 연장한 직선), AB와 ab, BC와 bc, CA와 ca의 교점은 한 직선 위에 놓인다.
사영기하학적으로는 다음과 같이 쓸 수 있다.
두 삼각형이 중심배경(central perspectivity)이면 축배경(axial perspectivity)이다.
이 정리는 일반적인 유클리드 공간이나 유클리드 평면 상에서도 성립하는 정리이나, 그보다 일반적인 사영기하학에서 통상 다루어지는 정리이다. 이 정리의 쌍대 정리는 전혀 다른 정리가 되는 것이 아니라 데자르그 정리 자체의 역이 된다.
중심배경과 축배경이 필요충분조건이라는 것을 데자르그의 정리라 보는 경우도 있다. 이 경우 데자르그의 정리는 자기쌍대적(self-dual)이다.

## 비데자르그 평면
3차원 이상의 사영 공간에서는 데자르그의 정리가 항상 성립한다. 하지만 2차원 사영기하학의 공리는 2차원 데자르그의 정리와 독립적이므로 2차원에서 데자르그의 정리가 성립하지 않는 비데자르그 기하학(Non-Desarguesian geometry)을 구성할 수도 있고, 그러한 사영 평면을 비데자르그 평면(Non-Desarguesian plane)이라 한다. 반대로, 데자르그의 정리가 성립하는 사영 평면을 데자르그 평면(Desarguesian plane)이라 한다. 대표적인 예로, 실수 사영 평면은 데자르그 평면이다.

## 같이 보기
- 파스칼 정리
- 파푸스 육각형 정리

## 참고 문헌
- Coxeter, Harold Scott MacDonald (1969). 《Introduction to Geometry》 (영어) 2판. New York: John Wiley & Sons. ISBN 978-0-471-50458-0. MR 123930.
- Hilbert, David; Stephan Cohn-Vossen (1952). 《Geometry and the Imagination》 (영어) 2판. Chelsea. 119–128쪽. ISBN 0-8284-1087-9.
- 최대호 (2006). 《해석기하학과 사영기하학》. 교우사.